# Rourea carvalhoi
Rourea carvalhoi är en tvåhjärtbladig växtart som beskrevs av E. Forero, E. Carbonó & L.A. Vidal. Rourea carvalhoi ingår i släktet Rourea och familjen Connaraceae. Inga underarter finns listade i Catalogue of Life.